# Roodoorspecht
De roodoorspecht (Blythipicus pyrrhotis) is een vogel uit de familie Picidae (Spechten).

## Verspreiding en leefgebied
Deze soort komt voor van Nepal tot zuidelijk Vietnam en zuidoostelijk China en telt vijf ondersoorten:
- B. p. pyrrhotis: van Nepal en noordoostelijk India tot zuidelijk China, Laos en noordelijk Vietnam.
- B. p. sinensis: zuidoostelijk China.
- B. p. annamensis: zuidelijk Vietnam.
- B. p. hainanus: Hainan (nabij zuidoostelijk China).
- B. p. cameroni: Maleisië.